# Småblommossa
Småblommossa (Schistidium dupretii) är en bladmossart som först beskrevs av Ther., och fick sitt nu gällande namn av William Alfred Weber. Småblommossa ingår i släktet blommossor, och familjen Grimmiaceae. Arten är reproducerande i Sverige.